# 13258 Bej
13258 Bej (1998 QT12) là một tiểu hành tinh vành đai chính được phát hiện ngày 17 tháng 8 năm 1998 bởi Nhóm Nghiên cứu Thiên thạch gần Trái Đất thuộc phòng thí nghiệm Lincoln ở Socorro. Nó được đặt theo tên Gautam Bej.